# Luca Fankhauser
Luca Fankhauser  (* 2002) ist ein Schweizer Unihockeyspieler, der beim Nationalliga-A-Verein Unihockey Tigers Langnau unter Vertrag steht.

## Karriere
Fankhauser debütierte während der Saison 2019/20 in der Nationalliga A für die Unihockey Tigers Langnau.